# Revue des sciences sociales (France)
 (octobre 2024).
Si vous disposez d'ouvrages ou d'articles de référence ou si vous connaissez des sites web de qualité traitant du thème abordé ici, merci de compléter l'article en donnant les références utiles à sa vérifiabilité et en les liant à la section « Notes et références ».
La Revue des sciences sociales, originellement Revue des sciences sociales de la France de l'Est, est une revue généraliste pluridisciplinaire, principalement en sociologie, ethnologie et démographie, avec dans certains dossiers des contributions d'historiens, de juristes, de psychologues et de philosophes.

## Caractéristiques
Elle a été fondée à Strasbourg en 1972. Elle est publiée par la Faculté des sciences sociales de l'Université de Strasbourg et par le "Laboratoire Interdisciplinaire en études culturelles - LinCS" (Unistra/CNRS). Tous les articles sont évalués en double aveugle. Elle paraît deux fois par an, en version papier et sur openeditionjournals en accès libre, gratuit et sans barrière mobile.